# Рябок білочеревий
Рябок білочеревий (Pterocles alchata) — вид птахів родини рябкових (Pteroclidae).

## Поширення
Вид поширений в Південній Європі (Іспанія, Португалія, південь Франції), Північній Африці, на Близькому Сході, в Туреччині, Іраку, Ірані, Середній Азії, Казахстані, Афганістані, Пакистані та на заході Індії. Живе в пустелях, напівпустелях та сухих степах. В Україні рідкісний залітний птах. Зальоти відмічали у період з 1800 до 1949 років на території сучасної Дніпропетровської області.

## Опис
Тіло завдовжки 31-39 см, розмах крил 54-65 см. Вага — 220—250 г.
У самців в шлюбному вбранні верх голови і шия сірувато-руді. Брови і щоки руді. Вуздечка темно-сіра. Смуги за очима і горло чорні. Спина і плечі сірувато-вохристі зі світло-вохристими круглими плямами. Поперек і надхвістя світло-вохристі з дрібними густими поперечними чорно-бурими смугами. Руде воло зверху і знизу окреслене чорними смугами. Решта низу біла. Махові пера зверху сірі, знизу — чорно-бурі. Хвіст сірувато-коричневий. Дзьоб темно-сірий. Ноги оперені до пальців. У позашлюбному оперенні верх одноманітно вохристий.
У самиць верх голови і шия ззаду темно-бурі, з вохристими поперечними рисками. Спина строката. Горло біле. Через рудувато-жовті шию і воло проходять 2-3 поперечні чорні смуги.

## Спосіб життя
Живе на відкритих ділянках з кам'янистими ґрунтами, напівпосушливих ділянках на краях пустель, рівнинах без дерев. Поза сезоном розмноження трапляється численними зграями. Живиться насінням, травами, листям, бруньками, цвітом. В Сахарі, де бракує поживи, шукає насіння у верблюжому посліді. Ковтає пісок та дрібні камінці, щоб покращити травлення. На початку сезону розмноження (у березні-квітні) зграї розпадаються на пари. Птахи гніздяться, починаючи з першої половини травня аж до липня. Гніздо будується в тіні біля основи куща. У кладці 2-3 яйця. Самець висиджує вночі, а вранці або в другу половину дня висиджує самиця. Часто птиці в період інкубації об'єднуються в невеликі колонії. З самого народження пташенята самі забезпечують себе кормом, однак, питною водою їх постачають дорослі птахи. Через 3-4 тижні пташенята стають самостійними.